# Helvécio Gomes de Oliveira
Helvécio Gomes de Oliveira SDB (* 19. Februar 1876 in Anchieta; † 25. April 1960 in Mariana, Minas Gerais) war ein brasilianischer Ordensgeistlicher und römisch-katholischer Erzbischof von Mariana.

## Leben
Der Sohn von José Gomes de Oliveira und Maria Mattos de Oliveira studierte, gemeinsam mit seinem Bruder Emanuel Gomes de Oliveira, im salesianischen Kolleg Santa Rosa in Niterói, dann ab 1888 in Turin und an der Gregoriana in Rom. Nach seinem Eintritt in die Ordensgemeinschaft der Salesianer Don Boscos wurde er am 9. Juni 1901 zum Priester geweiht. Zurück in der Heimat versuchte er die Indios in Mato Grosso zu evangelisieren. Von 1903 an lehrte er als Professor der Theologie in São Paulo.
Am 15. Februar 1918 wurde er durch Papst Benedikt XV. zum Bischof von Corumbá ernannt. Bereits am 15. Juni desselben Jahres wurde er zum Bischof von Maranhão ernannt. Die Bischofsweihe spendete ihm Erzbischof Angelo Giacinto Scapardini, Apostolischer Nuntius in Brasilien, am 15. August 1918; Mitkonsekratoren waren João Batista Corrêa Néri, Bischof von Campinas, und Benedito Paulo Alves de Souza, Bischof von Espírito Santo.
Mit Erhebung des Bistums Maranhão zum Erzbistum am 2. Dezember 1921 wurde er dessen erster Erzbischof. Am 10. Februar 1922 wurde er von Pius XI. noch vor dessen Inthronisation als Papst zum Koadjutorerzbischof von Mariana und zum Titularerzbischof von Verissa ernannt. Mit dem Tod Erzbischof Silvério Gomes Pimentas am 10. November 1922 folgte er diesem als Erzbischof von Mariana nach.